# Rosetta (sonda espacial)
Rosetta fue una sonda espacial de la Agencia Espacial Europea (ESA) lanzada el 2 de marzo de 2004. La misión de la sonda fue la de orbitar alrededor del cometa 67P/Churiumov-Guerasimenko en 2014 y 2015, enviando un módulo de aterrizaje, Philae, a la superficie del cometa. Tanto el orbitador como el aterrizador disponía de numerosos instrumentos científicos para analizar minuciosamente el cometa y sus características, uno de los cuales contaba con una perforadora para tomar muestras internas. Los instrumentos científicos incluían diversos espectrómetros especializados en diferentes aspectos, que analizaban la superficie del cometa, la coma y los gases expulsados. Se hicieron recuentos y estadísticas de las formas, colores, velocidades etc, de las partículas expulsadas. También incluía la medición del núcleo por ondas de radio.
La necesidad de ahorro de combustible obligó a planificar una compleja trayectoria de vuelo que incluyó tres sobrevuelos a la Tierra y uno a Marte para obtener sendas asistencias gravitatorias en cuatro vueltas al Sol cerca de la órbita terrestre, lo que le permitió ir ganando velocidad en cada una de ellos y así poder alcanzar la alejada órbita del cometa de destino. Rosetta alcanzó unos 108 000 km/h para su viaje y los mantuvo entre noviembre de 2009 y agosto de 2014, colocándose muy por delante de las sondas Voyager 1, New Horizons y Voyager 2 en velocidad. Aunque todas ellas quedaran muy cortas en comparación con la Helios B que alcanzó unos 252 900 km/h en abril de 1976 y que la sonda Solar Parker que ya ha alcanzado unos 324 000 en su primera aproximación a nuestra estrella (1 de noviembre de 2018). Se espera que en su paso más cercano al Sol llegue a unos 700 000 km/h, en 2025. La Rosetta, sin esta trayectoria y dichas asistencias gravitatorias, la cantidad de combustible necesario para alcanzar la órbita del cometa habría hecho impensable la misión.
Tras suspenderse por problemas técnicos en dos ocasiones, la misión comenzó el 2 de marzo de 2004 a las 7:17 UTC cuando la sonda fue lanzada con un cohete Ariane 5 desde la base de lanzamiento de Kourou en la Guayana Francesa. El cohete Ariane ubicó exitosamente en una órbita elíptica (de 200 X 4000 km) la etapa superior y su carga. Cerca de dos horas después, a las 9:14 UTC, la etapa superior se encendió para alcanzar la velocidad de escape necesaria para vencer la atracción terrestre y entrar en una órbita heliocéntrica. 18 minutos después, la sonda Rosetta fue liberada.
Los cometas reflejan la forma en que era primitivamente nuestro sistema solar, y han sufrido muy pocas modificaciones desde hace más de 4000 millones de años. Por eso estudiarlos es una tarea prioritaria para la ciencia. Hasta el proyecto de esta sonda, solamente se realizaron sobrevuelos a los cometas, y esta es la primera sonda que estudia detalladamente un cometa, tanto orbitando alrededor de él, como llegando a la superficie, lo que incluye la toma de muestras directamente y hacer estudios de forma coordinada entre la sonda madre y su módulo. Después de comenzar a orbitar el cometa, se desprendió un módulo, llamado Philae, que se posó sobre su superficie.
El nombre de la sonda está inspirado en la piedra de Rosetta, y nombres egipcios en general, ya que, también, el nombre del módulo de aterrizaje, Philae, está inspirado en la antigua ciudad egipcia del mismo nombre (en la actualidad sumergida), donde existió un obelisco imprescindible y complementario en el descifrado del texto de la piedra Rosetta. Al igual que la Piedra de Rosetta sirvió para desvelar los misterios de la escritura jeroglífica egipcia, se espera que la sonda Rosetta desvele muchos misterios del sistema solar.
El 12 de noviembre del 2014, el módulo de aterrizaje Philae se posó exitosamente sobre el cometa 67P; pero dos días después debió pasar a estado de hibernación por disponer de escasa energía, en razón de la reducida cantidad de luz solar recibida en su posición de aterrizaje. El 13 de junio de 2015, la sonda Philae salió de hibernación luego de haber acumulado energía suficiente en sus baterías.
El 30 de septiembre de 2016 a las 11:19 GMT, Rosseta llevó a cabo su última maniobra iniciando su trayecto para colisionar sobre el cometa desde una altitud de 19 km. El destino de Rosetta era un punto en el lóbulo inferior de 67P/Churyumov-Gerasimenko, cerca de una zona de fosas activas en la región de Ma’at. El descenso brindó a Rosetta la oportunidad de estudiar el entorno de gas, polvo y plasma más cercano a la superficie del cometa, así como de capturar imágenes de muy alta resolución .

## Objetivos
El objetivo principal de la sonda es investigar la composición y características del cometa de destino, lo que puede dar información sobre la formación del sistema solar. Existe una muy bien fundada suposición de que los cometas son los objetos menos modificados del sistema solar desde su formación hace 4600 millones de años.
Una hipótesis importante que puede ser confirmada es si el agua de la Tierra procede de los cometas que impactaron contra ella a partir de que se enfrió y la menor temperatura permitió retener el agua. Se cree que la mayor parte del agua de los océanos tiene esta procedencia, puesto que es difícil que esta agua sea un remanente de la formación original de la Tierra.
Otra pregunta crucial es si el agua de los cometas tiene materia orgánica y de qué clase. La respuesta puede ayudar a entender el origen de la vida en la Tierra.

## El cometa 67P/Churiumov-Guerasimenko
El objetivo inicial de la Misión Rosetta era el cometa 46P/Wirtanen, pero debido al retraso del lanzamiento original en enero de 2003, 67P/Churiumov-Guerasimenko fue seleccionado como cometa de reemplazo.
67P/Churiumov-Guerasimenko es un cometa periódico que se encuentra atrapado en las proximidades del Sol, después de haber sido impulsado por Júpiter.
El cometa fue detectado en 1969 por el astrónomo Klim Churyumov, de la Universidad de Kiev, Ucrania, gracias a imágenes captadas por su colega Svetlana Gerasimenko, del Instituto de Astrofísica de Dusambé, Tayikistán, en una expedición a Alma Ata, usando telescopios de 50 cm
Después de la llegada de Rosetta al cometa en agosto de 2014, fue posible obtener datos muy precisos sobre el cometa. Este nivel de información no se posee de ningún otro cometa. Por ejemplo, se sabe su masa, densidad, forma, tamaño y datos orbitales.

## Cronograma
Cronograma de actividades de la sonda:
- 2 de marzo de 2004, lanzamiento desde la Guayana Francesa.
- 4 de marzo de 2005, primera asistencia gravitacional de la Tierra (sobrevuelo a la Tierra).
- 25 de febrero de 2007, asistencia gravitacional de Marte (sobrevuelo a Marte, a 250 km de su superficie[18]).
- 13 de noviembre de 2007, segunda asistencia gravitacional de la Tierra (sobrevuelo a la Tierra).
- 5 de septiembre de 2008, encuentro y fotografías del asteroide (2867) Šteins.
- 13 de noviembre de 2009, tercera asistencia gravitacional de la Tierra (sobrevuelo a la Tierra).
- 10 de julio de 2010, encuentro y fotografías del asteroide (21) Lutetia.
- 9 de junio de 2011, entra en hibernación completa.
- 20 de enero de 2014, sale de la hibernación para prepararse para el encuentro con el cometa.
- Mayo de 2014, mayor acercamiento al cometa y maniobra para preparar la puesta en órbita.
- Agosto de 2014, puesta en órbita alrededor del cometa y comienzo del cartografiado de su superficie.
- 12 de noviembre de 2014, el módulo de aterrizaje Philae es lanzado desde Rosetta, para posarse sobre la superficie del cometa. Comienzan los estudios químicos y físicos del cometa.
- Agosto de 2015, mayor aproximación al Sol (perihelio de la órbita del cometa).
- Diciembre de 2015, final nominal de la misión.

## Retraso en el lanzamiento
En el momento del planteamiento y diseño de la sonda, el objetivo era el estudio del cometa 46P/Wirtanen.
El lanzamiento estaba previsto para el 12 de enero de 2003, y después de las asistencias gravitacionales de la Tierra y Marte, maniobraría para llegar a la órbita del cometa el 29 de noviembre de 2011, para posteriormente, en agosto de 2012, hacer aterrizar al módulo Philae sobre el cometa y comenzar las mediciones y experimentos.
También estaba previsto originalmente el sobrevuelo a dos asteroides en el cinturón de asteroides: (4979) Otawara y (140) Siwa.
Sin embargo, pocos días antes del lanzamiento, el 6 de enero de 2003 se anunció que se retrasaría dos días el lanzamiento de la sonda debido a la detección y estudio de una anomalía en el lanzamiento de Ariane 5 el 11 de diciembre de 2002.
Posteriormente, la ESA anunció que no se lanzaría la sonda en enero, perdiendo la ventana de lanzamiento de enero para alcanzar al cometa 46P/Wirtanen, lo que obligó a buscar un nuevo objetivo para la sonda. Finalmente, en mayo de 2003, la ESA decidió que el nuevo objetivo sería el cometa 67P/Churiumov-Guerasimenko, y el lanzamiento sería postergado hasta marzo de 2004. El lanzamiento sería con otro cohete Ariane de mayor capacidad (10 toneladas), frente al cohete de 3 toneladas de la planificación original. Este cambio implicó también el aumento en el presupuesto de mil millones de dólares adicionales.
Otro cambio importante debido a la modificación de la trayectoria de vuelo por el retraso, fue que se seleccionaron otros dos asteroides diferentes en el cinturón de asteroides para su sobrevuelo y estudio. Fueron (2867) Šteins y (21) Lutetia.

## Trayectoria de vuelo

Trayectoria de Rosetta.
1 - marzo de 2004: lanzamiento de Rosetta ✓
2 - marzo de 2005: primera asistencia gravitacional de la Tierra ✓
3 - febrero de 2007: asistencia gravitacional de Marte ✓
4 - noviembre de 2007: segunda asistencia gravitacional de la Tierra ✓
5 - septiembre de 2008: sobrevuelo del asteroide Steins ✓
6 - noviembre de 2009: tercera y última asistencia gravitacional de la Tierra ✓
7 - julio de 2010: cita con el asteroide 21 Lutecia ✓
8 - julio de 2011: puesta en hibernación de la sonda ✓
9 - enero de 2014: reactivación de la sonda ✓
10 - agosto de 2014: puesta en órbita alrededor del cometa ✓
11 - 12 de noviembre de 2014: aterrizaje de Philae en la superficie del cometa ✓
12 - diciembre de 2015: fin previsto de la misión ✓

La nave pasó tres veces cerca de la Tierra y una vez cerca de Marte para lograr, diez años después, el encuentro con el cometa. En la última etapa, cuando la sonda alcanzó la órbita de Júpiter, la sonda hibernó durante 31 meses, el periodo en que más lejos del Sol se encontraría en toda su trayectoria.
El primer encuentro de Rosetta con un planeta, después de su lanzamiento, tuvo lugar el 4 de marzo de 2005, cuando se acercó a la Tierra, que le proporcionó el impulso gravitacional necesario para que la sonda tomara una trayectoria que la llevara a alcanzar Marte dos años más tarde. El vuelo de reconocimiento la acercó a unos 250 km de la superficie de Marte, desde donde realizó observaciones científicas. Después del sobrevuelo a Marte, Rosetta se dirigió a su segundo encuentro con la Tierra el 13 de noviembre del mismo año. Los tres encuentros planetarios proporcionaron el impulso orbital necesario para que Rosetta pudiese adentrarse en el cinturón de asteroides, donde tuvo un acercamiento al asteroide Šteins, a unos 800 km, del que obtuvo muchas fotografías.
La sonda estuvo expuesta a un factor de variación de luz solar de 40. Como Rosetta viaja más allá de la órbita de Marte, depende de paneles solares especialmente diseñados por la ESA para poder captar la baja cantidad de energía proveniente del Sol a esas distancias.
El tercer y último encuentro con la Tierra en noviembre de 2009 envió a Rosetta hacia la órbita de 67P/Churiumov-Guerasimenko.
A mediados de 2011, cuando estuvo ubicada a unos 800 millones de kilómetros del Sol, la sonda encendió su motor principal para ubicarse en una trayectoria de intersección con la órbita del cometa. El 20 de enero de 2014, Rosetta fue activada y se preparó para una fase de acercamiento que duraría seis meses.

## Sobrevuelos de asteroides
Debido a la trayectoria de vuelo, en la que requirió más de una asistencia gravitacional de la Tierra y Marte, la sonda pasó dos veces por el cinturón de asteroides, teniendo dos encuentros relativamente cercanos con dos asteroides, de los cuales obtuvo muchas fotografías.

### Sobrevuelo de Šteins
El 5 de septiembre de 2008, Rosetta sobrevoló el asteroide (2867) Šteins, un asteroide irregular de tipo E, de unos 4,6 km de diámetro, a una distancia mínima de unos 800 km. El encuentro tuvo lugar a 360 millones de kilómetros de la Tierra y a una velocidad relativa de 8,62 km/s.

### Sobrevuelo de Lutetia
El 10 de julio de 2010, Rosetta sobrevoló un segundo asteroide, (21) Lutetia. La máxima aproximación fue de 3162 km, y a una velocidad relativa de 15 km/s. La sonda tomó numerosas fotografías en el lapso de un minuto que duró el sobrevuelo. Adicionalmente, hizo estudios durante el sobrevuelo sobre una posible atmósfera muy tenue, posible campo magnético y posibles fragmentos de polvo flotando cerca de la sonda. Para ello utilizó diversos instrumentos de la sonda, incluyendo algunos del módulo de aterrizaje Philae.

## Observación de los restos de una colisión de asteroides
El 10 de marzo de 2010, poco después de la cuarta y última asistencia gravitacional (que fue con la Tierra), se dirigió la cámara OSIRIS hacia los restos de una colisión entre asteroides.
Inicialmente, al observar desde la Tierra esos restos, se pensó que se trataba de un cometa que se designó con el nombre P/2010 A2, y se lo definió como un cometa periódico. Sin embargo, al observar mejor el supuesto cometa, se notaron anormalidades, algo así como un cometa sin núcleo. Entonces se dispuso que el Telescopio espacial Hubble tomara imágenes del cometa. Además, la sonda Rosetta se encontraba casualmente cerca del objetivo, por lo que también se dispuso que la cámara OSIRIS de la sonda tomara fotografías. Con las fotografías obtenidas por las dos partes, se determinó que el supuesto cometa era en realidad los restos de una colisión entre asteroides, que ocurrió aproximadamente el 10 de febrero de 2009. La colisión resultó, después de un año de ocurrida, por la gravedad del Sol y la presión del viento solar, en una gran área dispersa en el espacio de gas, polvo y fragmentos, lo que hacía que se viera como la coma de un cometa.

## Etapa "Despierta Rosetta" y campaña popular
Luego de 31 meses de hibernación completa de la sonda Rosetta, tiempo en el que su trayectoria fue de acercamiento al cometa, la sonda salió de su hibernación el 20 de enero de 2014 para comenzar la toma de las fotografías a distancia del cometa y hacer las correcciones orbitales necesarias.
Para el evento, el 10 de diciembre de 2013 la ESA lanzó una campaña propagandística con el título "Despierta Rosetta". A tono informal (y jocoso), la ESA indica que es muy difícil despertar sin café, y muy lejos del Sol, por lo que solicitó ayuda a la ciudadanía para que mucha gente gritara "despierta Rosetta" el día 20 de enero, y que Rosetta pudiera despertarse. La campaña se basó en un concurso de vídeos en los que se debía incluir las palabras "Despierta Rosetta". Los vídeos ganadores se recompensaron con premios, entre los que se incluye la asistencia a la celebración oficial cuando Philae (el aterrizador) descendió sobre el cometa. Además, el vídeo ganador fue transmitido a la sonda el día 20 de enero, por medio de las antenas de la ESA.

## Hibernación y reactivación en enero de 2014
La sonda estaba programada para entrar en hibernación durante muchos meses, mientras se acercaba al afelio de la órbita del cometa y lentamente le daba alcance, justamente cuando se encontraba a la mayor distancia del Sol en toda su trayectoria.
El 8 de junio de 2011 se terminaron de apagar todos los instrumentos (antes ya se habían apagado algunos) y la sonda entró en hibernación completa durante 957 días (cerca de dos años y medio). Durante el periodo de hibernación, la sonda se puso en movimiento de rotación para evitar que se calentara más un lado que otro.
El 20 de enero de 2014, a las 10 de la mañana (hora UTC) -obedeciendo a la programación preestablecida-, se reactivó y encendió sus sistemas, encendió su propulsor para eliminar el movimiento de rotación, calentó los instrumentos y sensores, y orientó su antena hacia la Tierra para enviar su señal de confirmación de despertado. Este proceso tardó varias horas, y a las 18:18 UTC la sonda envió su señal de confirmación, lo que causó alegría entre los técnicos y cientos de seguidores del proyecto.
Luego de la comprobación de todos los sistemas, los técnicos concluyeron que todo estaba según lo esperado: la temperatura, energía almacenada, generación de energía por los paneles solares y otros datos generales están dentro de los parámetros normales y esperados, por lo que en general la sonda seguirá su misión con normalidad.
Como dato anecdótico queda el hecho de que el puesto de control de la ESA no fue el único en captar la señal del despertar de Rosetta. Lo hizo también un radioaficionado con sus propios medios.

### Despertar de Philae
Dos meses después del despertar de la sonda, el módulo Philae fue despertado el día 28 de marzo de 2014. Como era de esperar, después de una hora y cuarenta minutos que tarda la señal en llegar desde la sonda, apareció el mensaje de Philae indicando que todo estaba en orden.

## Críticas a la ESA por la escasa información publicada
Cuando la sonda se iba acercando al cometa, entre julio y agosto de 2014, muchas instituciones y redes sociales esperaban fotografías e información de cada vez mayor calidad. Sin embargo la ESA, siguiendo una política interna, no publica la información ni las fotografías, sólo indicando que lo harán cuando terminen de analizar todo (es decir, luego de muchos meses o años), y si es que lo ven conveniente.
Esto produjo muchas críticas en diversos medios, aludiendo principalmente a que la ESA es una institución pública que funciona con fondos públicos, y que esa política de falta de información aleja a los aficionados en lugar de crear mayor expectación, algo tan necesario en el momento actual, en que a nivel mundial se le da baja prioridad a la investigación espacial.

## Cartografiado del cometa

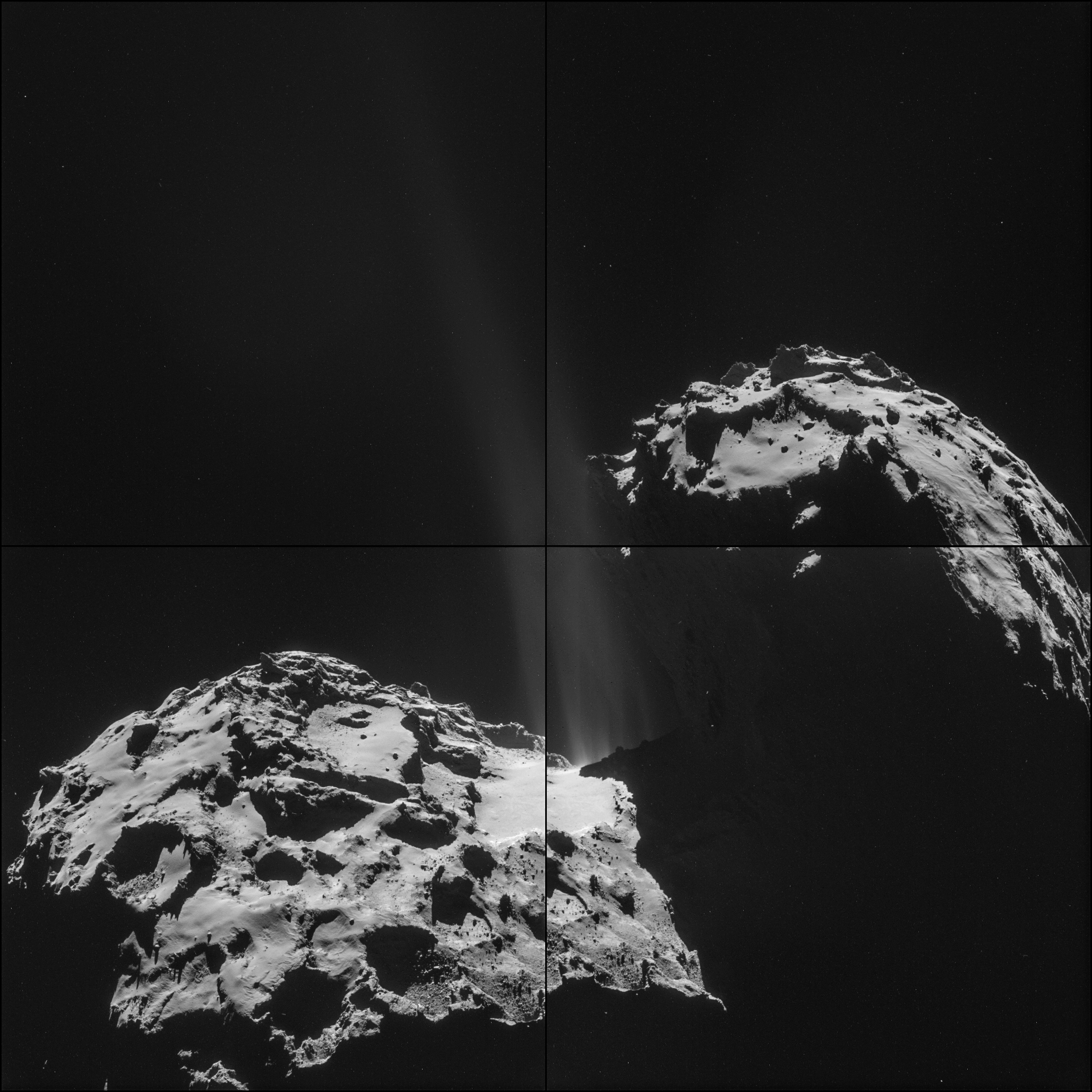
Vista cercana del relieve atormentado y de los chorros de gas y polvo expulsados por el núcleo del cometa, montaje realizado a partir de la NAVCAM a bordo de Rosetta.

El 6 de agosto de 2014, la sonda arribó a las inmediaciones del cometa, acercándose hasta 100 km, lo que permitió comenzar con una órbita forzada (sobre la base de impulsos de cohete de la propia nave). La órbita que describió fue una especie de triángulo alrededor del cometa, durante muchos días hasta estabilizar la órbita al acercarse más. Ya a esa distancia se pudo empezar a conocer mucho mejor el cometa y la cartografía empezó a ser desarrollada.

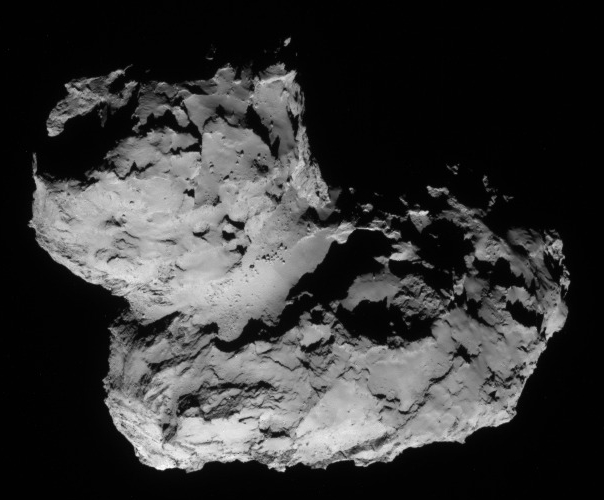
Vista del cometa 67P/Churiumov-Guerasimenko tomada por Rosetta el 11 de agosto de 2014 a una distancia de unos 102 km del cometa.

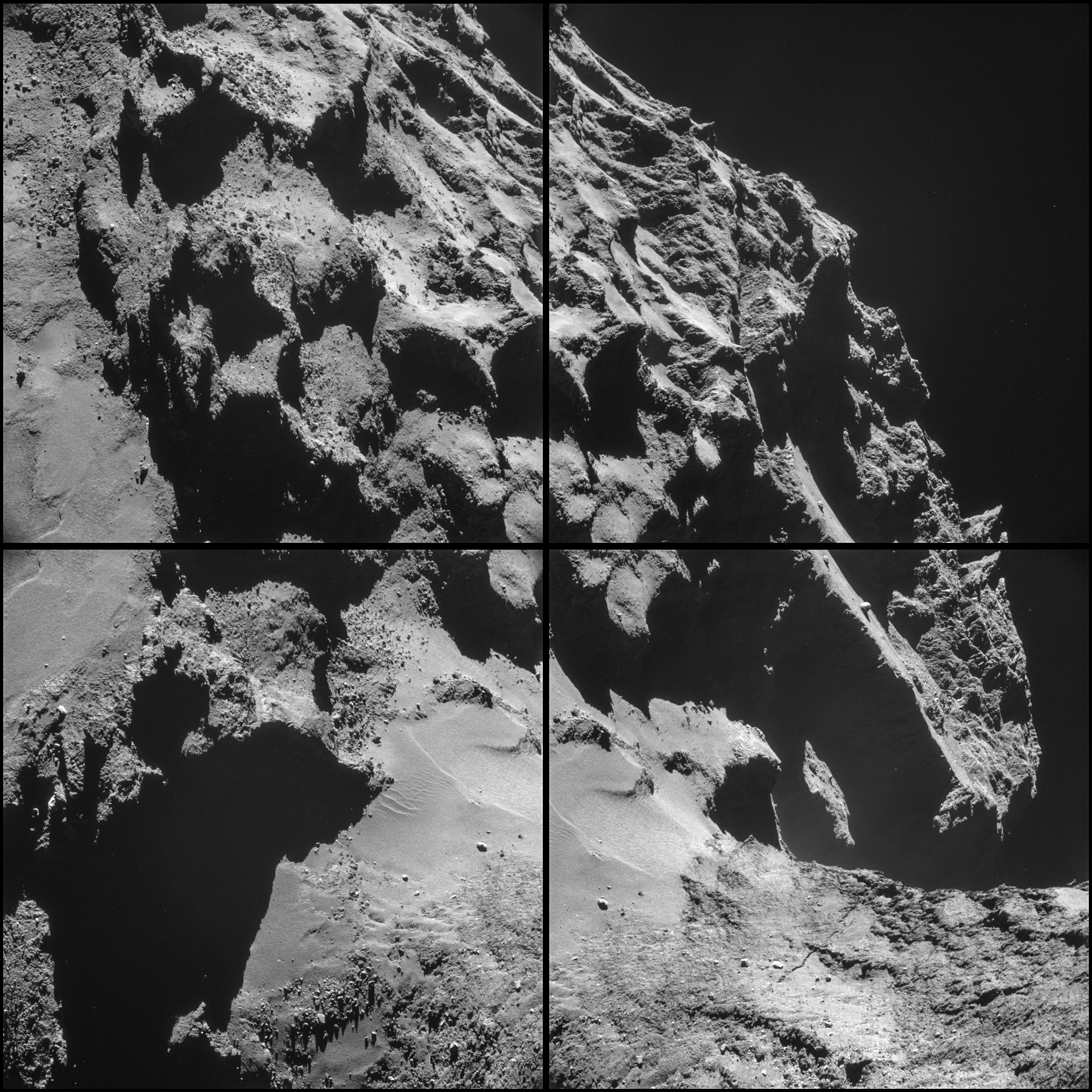
Imágenes del cometa 67P/Churiumov-Guerasimenko tomadas por Rosetta a una distancia de 7,8 km de la superficie del cometa. El lóbulo superior (el más grande de este cometa semejante a un patito de goma), ocupa las imágenes superiores, mientras que el cuello es lo que aparece en las inferiores. El lóbulo pequeño queda fuera de la vista hacia la derecha. Montaje de cuatro imágenes.

| Fecha                    | Distancia | Información                                        |
| ------------------------ | --------- | -------------------------------------------------- |
| 6 de agosto de 2014      | 100 km    | Llegada de la sonda a las inmediaciones del cometa |
| 10 de agosto de 2014     |           | Segundo acercamiento a 100 km                      |
| 13 de agosto de 2014     |           | Tercer acercamiento a 100 km                       |
| 20 de agosto de 2014     | 80 km     |                                                    |
| 24 de agosto de 2014     | 50 km     | Primer acercamiento a 50 km                        |
| 27 de agosto de 2014     |           | Segundo acercamiento a 50 km                       |
| 31 de agosto de 2014     |           | Tercer acercamiento a 50 km                        |
| 3 de septiembre de 2014  |           | Inicio del cartografiado global                    |
| 10 de septiembre de 2014 | 30 km     |                                                    |
| 24 de septiembre de 2014 |           | Primera incursión en la parte oscura               |
| 29 de septiembre de 2014 | 20 km     |                                                    |
| 10 de octubre de 2014    | 10 km     |                                                    |
| 12 de noviembre de 2014  |           | Philae aterriza en el cometa                       |
| Fuente: ESA              |           |                                                    |

## Descenso sobre el cometa

### Emplazamiento
En agosto de 2014 Rosetta empezó a acompañar al núcleo del cometa para producir un detallado mapa que permitió seleccionar un sitio de aterrizaje para el módulo de aterrizaje Philae. Después de muchos estudios y consideraciones de los científicos encargados, se seleccionó el lugar de aterrizaje, ubicado en el extremo exterior del lóbulo menor del cometa. Inicialmente se llamó "J" al sitio (debido a que había muchas alternativas de identificación, cada una con una letra) y se confirmó esta elección el 15 de octubre. No obstante, decidió hacerse un concurso público para buscar un nombre más adecuado.
El 5 de noviembre, el director del proyecto, Fred Jansen, declaraba que el nombre del emplazamiento cambiaba por "Agilkia", por la analogía con otro ambicioso esfuerzo técnico de traslado de un templo egipcio desde la isla Philae a la isla egipcia homónima (para salvarlo de la inundación de la presa de Asuán en su creación). Como premio del concurso, el comité invitó al autor de esta propuesta, el francés Alexandre Brouste, a seguir en directo la misión desde el mismo Centro Europeo de Operaciones Espaciales (ESOC) en Darmstadt (Alemania).

### Desacoplamiento y aterrizaje
El 12 de noviembre de 2014 a las 8:35 UTC, Rosetta liberó a Philae y descendió a 22,5 km desde el centro del cometa, con un aterrizaje programado para siete horas más tarde en Agilkia.
La aceleración de la gravedad en la superficie del cometa se ha estimado para la simulación a 10-3 m/s2, es decir, una diezmilésima parte de la de la Tierra. Debido al tenue campo gravitatorio del cometa, Philae, que tiene una masa de 110 kg, tuvo una levísima atracción, hasta que finalmente llegó a posarse en la superficie del cometa. Sin embargo, no es despreciable la pequeña fuerza del impacto, por lo que sin duda fue el momento más crítico de la misión. Gerhard Schwehm (científico del proyecto Rosetta) en tono de broma indicó: 

Será como darte un coscorrón contra un muro mientras andas despacito, es decir, nada de lo que no podamos recuperarnos.

Para fijarse a la superficie y evitar rebotar en el aterrizaje, la sonda debía lanzar dos arpones que pretendían anclarla a la superficie. Sin embargo, los arpones no funcionaron y la sonda rebotó en el cometa. Teniendo en cuenta el tiempo de viaje de la señal de Rosetta hasta la Tierra, hasta las 16:00 UTC no hubo confirmación del aterrizaje. Rosetta continuó sus observaciones del núcleo del cometa hasta diciembre de 2015 y tuvo un lugar privilegiado de observación cuando el cometa entró en un período de actividad al aproximarse al Sol en su perihelio en octubre de 2015.

## Resultados científicos

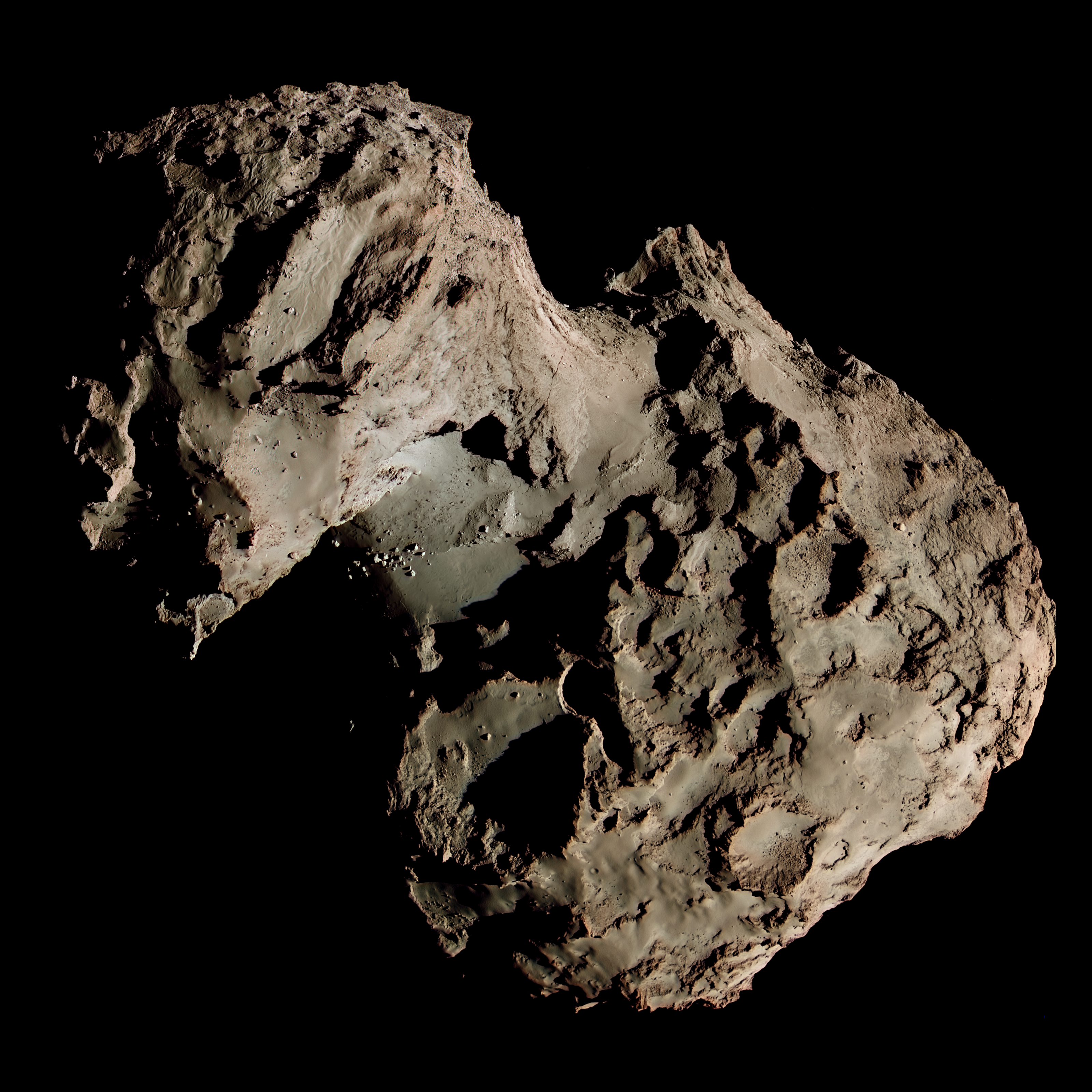
Imagen del cometa 67P

Muchos fueron los resultados científicos que arrojó la sonda, incluyendo algunos que desmoronaron teorías anteriormente completamente aceptadas. 
Destaca el resultado que arrojó el instrumento Rosina, analizando el agua de la coma del cometa. La teoría generalmente aceptada hasta antes de estas mediciones era que el agua de la tierra proviene de los cometas, cuando cayeron sobre la tierra aportando el agua que contenían. Esta teoría fue desmentida al comprobarse que la composición de isótopos y otros elementos del agua del cometa es completamente diferente a la composición de los océanos de la tierra. Frente a estos resultados, y en forma preliminar, surgió la teoría de que el agua de los océanos fue aportado por los asteroides, al no haber sido por los cometas.
Otro importante resultado fue conseguido al medir el magnetismo del cometa con el uso conjunto de un instrumento en Rosetta y otro en Philae. Mientras Philae descendía sobre el cometa, e incluso luego de los rebotes, el ascenso y el nuevo descenso, se midió el magnetismo tanto en Philae como en Rosetta.
Los resultados llevan a la conclusión de que el cometa carece de campo magnético.
En la sonda principal (Rosetta) la medición fue hecha por el sensor MAG del instrumento RPC, y en Philae por el instrumento ROMAP.
Si es que el cometa tuviese campo magnético, las mediciones de Philae al acercarse al cometa, tendrían que haber ido en aumento, y exactamente lo contrario al alejarse. Sin embargo, en todo momento, tanto Philae como Rosetta arrojaron el mismo magnetismo, lo que indica que se trata de un magnetismo general de la zona y no propio del cometa, seguramente causado por el viento solar.
Anteriormente estaba aceptada la hipótesis de que el campo magnético de pequeños objetos, al momento de la formación del sistema solar hace más de 4000 millones de años, jugaron un papel importante en los acontecimientos hasta llegar a la forma actual. Sin embargo, con este descubrimiento puede descartarse esa hipótesis.
Por supuesto, si el cometa 67P/Churiumov-Guerasimenko es un cometa atípico, todos estos descubrimientos no pueden ser extrapolados a todo el sistema solar.
El 27 de mayo de 2016 se informó que Rosetta había encontrado en el cometa ingredientes considerados cruciales para el origen de la vida en la Tierra en concreto el aminoácido glicina, común en las proteínas, y el fósforo, un componente esencial del ADN y de las membranas celulares. La glicina es el aminoácido más simple y pequeño y el único no quiral.

## Características técnicas de la sonda

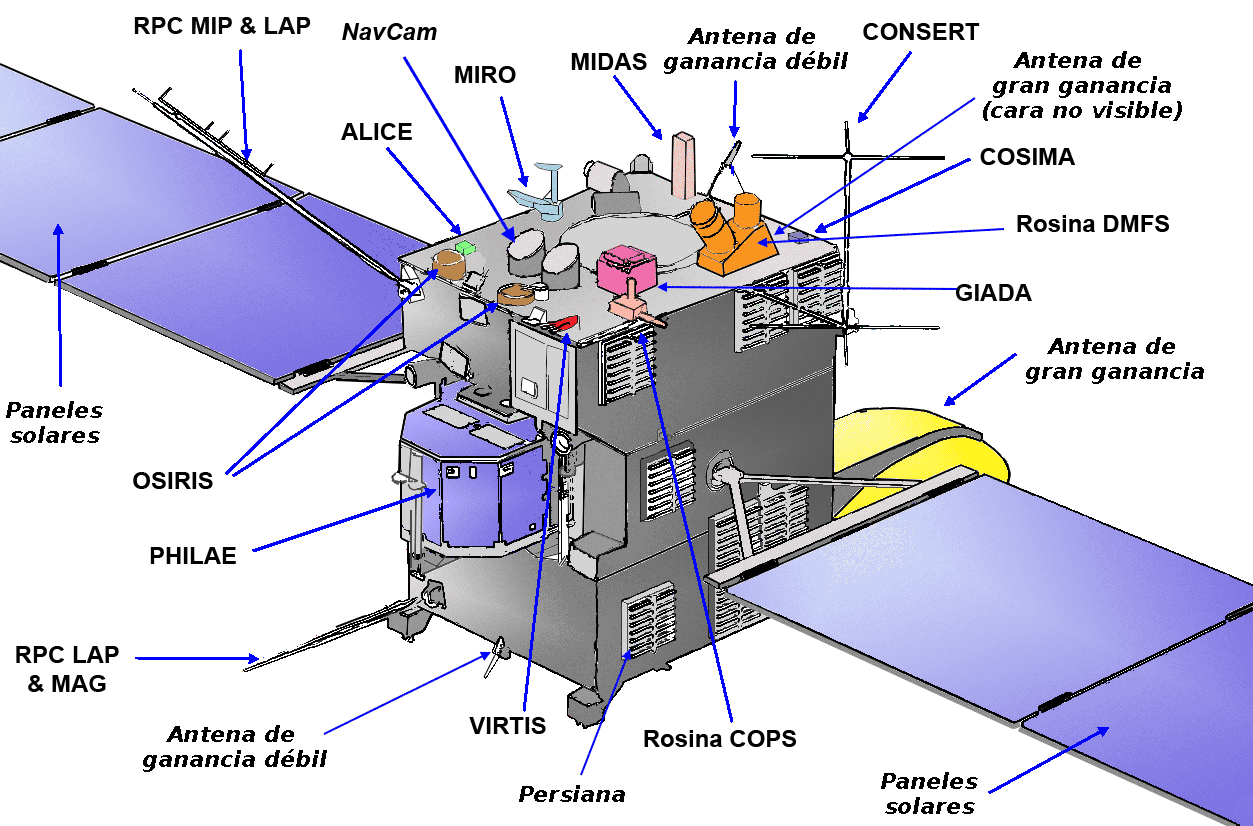
Estructura de la sonda Rosetta con la ubicación de sus instrumentos científicos

La masa total de la sonda (al momento del lanzamiento) es de aproximadamente 3000 kg, de los que 1670 corresponden al propelente de cohetes; es decir, algo más de la mitad. El aterrizador Philae tiene una masa de 100 kg y todos los instrumentos científicos del orbitador 165 kg.
El sistema de propulsión es la parte vital de la sonda. En el centro de la sonda se encuentran dos tanques largos de propelente. El superior contiene el combustible y el inferior el oxidante. Como sistema de propulsión fue seleccionado un estándar de 10 N de fuerza, que utiliza monometilhidracina como combustible y tetróxido de dinitrógeno como oxidante. Tanto la recámara de combustión como las toberas están fabricadas con una aleación de platino sin recubrimiento, y preparada para resistir temperaturas de 1500 °C, que es la temperatura óptima de trabajo, y preparada también para soportar la presión (en la recámara), que será de entre 900 y 2300 kPa.

## Instrumentos científicos del orbitador
Los gases arrojados por 67P/Churiumov-Guerasimenko serán analizados por los instrumentos científicos a bordo de Rosetta, permitiéndole examinar su composición química exacta y de esta manera determinar las condiciones existentes hace 4500 millones de años, cuando se formó el Sistema Solar.
Los instrumentos científicos están agrupados en la parte superior de la sonda, mientras que los instrumentos de soporte se encuentran en la parte inferior.
Los instrumentos científicos a bordo del orbitador son los siguientes:
- ALICE analizará los gases de la coma y la cola, y medirá la cantidad de agua, monóxido de carbono y dióxido de carbono. (Investigador principal: Alan Stern, Southwest Research Institute, Estados Unidos).[53]
- CONCERT analizará la estructura interior del núcleo del cometa por medio del examen de la reflexión y difracción de ondas de radio que lo atravesarán. Parte de este instrumento se aloja también en el aterrizador Philae. (Investigador principal: Wlodek Kofman, Instituto de Paleontología y Astrofísica de Grenoble, Francia).[54]
- COSIMA analizará el polvo expulsado por el cometa, determinando si son compuestos orgánicos o inorgánicos, con un espectrómetro de masa. (Investigador principal: Martin Hilchenbach, Sociedad Max Planck, Alemania).[55]
- GIADA medirá el momento, las velocidades y masas de los granos de polvo provenientes tanto del núcleo como de otras partes del espacio. (Investigadora principal: Alessandra Rotundi, Universidad de Nápoles Parthenope, Italia).[56]
- MIDAS examinará los granos de polvo determinando la cantidad, tamaño, volumen y forma, con la ayuda de un microscopio de fuerza atómica. (Investigadores principales: Mark Bentley, instituto Weltraumforschung, Austria, Willi W. Riedler, Academia austriaca de ciencias, Austria).[57][58]
- MIRO analizará el vapor a través de las marcas de microondas. Determinará la cantidad de los principales gases, la tasa de desgasificación del núcleo y la temperatura por debajo de la superficie. (Investigador principal: Samuel Gulkis, JPL, Estados Unidos).[59]
- OSIRIS permitirá cartografiar la superficie del cometa en gran detalle a través de cámaras de alta resolución. (Investigador principal: Holger Sierks, Sociedad Max Planck, Alemania).[60]
- ROSINA Por medio de dos espectrómetros se determinará la composición de la atmósfera e ionósfera del cometa, y la velocidad de las partículas cargadas. (Investigador principal: Kathrin Altwegg, Universidad de Berna, Suiza).[61][62]
- RPC analizará las propiedades físicas del núcleo y la estructura de la coma por medio de cinco sensores. También analizará la interacción con el viento solar. (Investigadores principales: Hans Nilsson, Instituto suizo de física del espacio, Suiza; James Burch, Instituto de Investigación del Suroeste, Estados Unidos; Anders Eriksson, Instituto suizo de física del espacio, Suiza; Karl-Heinz Glassmeier, Universidad Técnica de Brunswick, Alemania; Jean-Pierre Lebreton, Laboratorio de física y química del espacio, Francia; Christopher Carr, Escuela Imperial de Londres, Reino Unido).[63]
- RSI, usando las frecuencias de radio normales de transmisión de la sonda, medirá la masa y la gravedad del núcleo del cometa, y también deducirá la densidad y estructura interna del núcleo. (Investigador principal: Martin Pätzold, Universidad de Colonia, Alemania).[64]
- VIRTIS, por medio de un espectrómetro, anotará la temperatura de toda la superficie del cometa. También estudiará las características y las condiciones físicas de la coma. También se usarán estos datos para determinar el lugar del aterrizaje de Philae. (Investigador principal: Fabrizio Capaccioni, Instituto de astrofísica y planetología espacial, Italia).[65]

### Instrumento Alice
Alice es un telescopio y espectrómetro de imágenes compacto, que capta exclusivamente la franja electromagnética ultravioleta. Fue desarrollado por el "Southwest Research Institute". Se trata de un instrumento de propósito general, que fue utilizado en varias sondas, como por ejemplo New Horizons, Juno, LRO. Enviará diferentes imágenes filtradas a una longitud de onda específica, siempre dentro de la franja ultravioleta.
Tiene una masa y consumo de electricidad muy pequeños, además de que no tiene partes móviles (características que lo hacen muy versátil para una sonda espacial). Su masa es menor de 3 kg, su consumo de electricidad es menor de 3 W y sus dimensiones son de 15 cm x 33 cm x 9 cm.

### Instrumento CONSERT
El nombre CONSERT es el acrónimo de experimento de sondeo del núcleo del cometa por transmisión de ondas de radio (del inglés COmet Nucleus Sounding Experiment by Radiowave Transmission).
Este instrumento se aloja tanto en el orbitador como en el módulo de aterrizaje, debido a que es el único instrumento que necesita coordinación en ambas partes.
Una de las formas de conocer la naturaleza del cometa será enviando ondas de radio hacia él, y analizando los rebotes y el paso de las ondas a través del núcleo del cometa. Para este objetivo, tanto la sonda como el módulo de aterrizaje tienen emisores y receptores.
Cuando la sonda (orbitando a 30 km) y el módulo de aterrizaje (en la superficie) se encuentren en posiciones aproximadamente contrapuestas del cometa, la sonda enviará un tren de pulsos de ondas electromagnéticas de 90 MHz. Luego de pasar por el núcleo del cometa, este tren de pulsos será recibido por el aterrizador, que a su vez enviará otro tren de pulsos que será recibido por la sonda. La recepción de ambas señales será almacenada en la memoria. Durante cada órbita, unos 3000 pulsos serán enviados y almacenados. Los datos almacenados serán luego enviados a la Tierra para su análisis por los científicos.
Con el análisis de los datos resultantes, se determinará el retraso en la llegada de los pulsos, de un lado a otro del cometa, en diferentes direcciones, con lo cual se podrá determinar la constante dieléctrica de los materiales del núcleo del cometa, lo que a su vez permitirá determinar la densidad y estructura del mismo.
La decisión sobre la frecuencia a emplear se tomó sobre la base de los conocimientos que se tienen sobre los cometas. El encargado de esta investigación fue Wlodek Kofman (director del Instituto de Paleontología y Astrofísica de Grenoble), que realizó diferentes experimentos de radar sobre los hielos de la Antártida con su equipo.

### Instrumento COSIMA
El nombre COSIMA es el acrónimo de Analizador secundario de masa iónica cometaria (del inglés COmetary, Secondary Ion Mass Analyser).
El instrumento COSIMA analizará -por medio de un espectrómetro de masas- el polvo circundante al cometa y el que sea expulsado del mismo. Como se encuentra en el orbitador y no en el módulo de aterrizaje, el instrumento captará las partículas de gas y polvo a 1 km de la superficie del cometa. Se trata de una contribución alemana al proyecto, a cargo del investigador principal Dr. Jochen Kissel.
El polvo y gas será recolectado en contenedores expuestos al espacio, divididos en 24 compartimientos. Un brazo robótico en miniatura moverá los compartimientos para exponerlos al espacio, o llevarlos a una de las tres posiciones del analizador del instrumento. Una vez dentro, una cámara microscópica detectará la posición de las partículas de polvo, que serán calentados y luego analizados.
Durante el sobrevuelo al asteroide Šteins, el 5 de septiembre de 2008, mientras se usaba el instrumento COSIMA en las mediciones, fue detectada una falla en el bus de cables, probablemente debido a la baja temperatura. Aunque luego no se reportó nuevamente la falla.

### Instrumento GIADA
El nombre GIADA es el acrónimo de Analizador de impacto de partículas y acumulador de polvo (del inglés Grain Impact Analyser and Dust Accumulator). El instrumento fue desarrollado en Nápoles (Italia), bajo la dirección de Alessandra Rotundi.
Analizará el polvo circundante, llegando a granos de tamaño pequeño. El análisis contemplará la distribución y concentración de gas y polvo en diferentes posiciones alrededor del cometa y en diferentes momentos, el tamaño de los granos de gas y polvo, su rotación y velocidad.

### Instrumento MIDAS
El nombre MIDAS es el acrónimo de Sistema de micro imágenes para el análisis de polvo (del inglés Micro-Imaging Dust Analysis System). El instrumento fue desarrollado en Austria, en el instituto Weltraumforschung, bajo la dirección de Mark Bentley.
Con una masa de 8 kg y un consumo promedio de 7.4 W, el instrumento capturará partículas de polvo y por medio de un microscopio de fuerza atómica, obtendrá imágenes en tres dimensiones con una resolución de hasta 4 nm. Adicionalmente, llevará estadísticas de las partículas considerando su volumen y forma.
El microscopio de fuerza atómica consiste en una aguja muy afilada que se moverá muy cerca de las partículas, y se analizará la interacción mecánica, electrostática y magnética, medido por medio de sistemas piezoeléctricos.

### Instrumento MIRO
El nombre MIRO es el acrónimo de instrumento de microondas del orbitador Rosetta (del inglés Microwave Instrument for the Rosetta Orbiter).
Se trata de una combinación de espectrómetro y radiómetro para medir la temperatura y detectar los materiales y las sustancias químicas que se encuentren tanto en la superficie del cometa como en la coma que genere. Se espera que estas sustancias sean tales como agua, monóxido de carbono, metanol, o amonio.
También hará un registro completo de las variaciones de temperatura de la superficie (incluso hasta cierta profundidad), mientras el cometa se vaya acercando al sol. Estas medidas se realizarán en toda la superficie del cometa (ya que la sonda orbitará el cometa). Estas medidas permitirán relacionar la temperatura con el inicio de la expulsión de determinados materiales (coma).
El instrumento fue desarrollado por la JPL (de la NASA, Estados Unidos), bajo la dirección del científico Samuel Gulkis.

### Instrumento OSIRIS
El nombre OSIRIS es el acrónimo de Sistema remoto de imágenes ópticas, espectroscópicas y de infrarrojos (del inglés Optical, Spectroscopic, and Infrared Remote Imaging System). Es la cámara principal de la sonda Rosetta, que obtuvo y obtendrá fotografías de mucha resolución de los objetivos.
La cámara OSIRIS está a cargo del investigador del Instituto Max Planck para la investigación del Sistema Solar, Holger Sierks.

No sabemos si capturaremos el momento del descenso, por ahora es pura especulación. Pero el objetivo es presentar una película y tener una imagen de Philae sobre la superficie.
Holger Sierks.

Se compone de dos cámaras, una de enfoque estrecho y otro panorámico. La de enfoque estrecho, NAC por sus siglas en inglés (Narrow  Angle  Camera), tiene una alta resolución y tiene una capacidad de enfoque de 18,6 μrad/píxel (micro radianes por cada píxel). La cámara de enfoque panorámico, WAC por sus siglas en inglés (Wide Angle Camera), tiene resolución menor, pero en cada imagen puede abarcar más. Tiene una capacidad de enfoque de 101 μrad/pixel (micro radianes por cada píxel). Con ambas cámaras se fotografiará toda la superficie del cometa, llegando a una resolución de 2 cm2 de superficie por cada píxel de la fotografía. El número de píxeles máximo de ambas cámaras es de 2048 x 2048, es decir 4 Mpíxel
En cuanto la sonda se ponga en órbita del cometa, se usarán las fotografías de OSIRIS para decidir y determinar el lugar exacto de la superficie en donde el módulo de aterrizaje Philae descienda y se estabilice.

### Instrumento ROSINA
El nombre ROSINA es el acrónimo de Espectrómetro del orbitador Rosetta para el análisis de iones y partículas neutras (del inglés Rosetta Orbiter Spectrometer for Ion and Neutral Analysis).
Consiste en dos espectrómetros de masas, junto con un sensor de presión, que analizarán la atmósfera e ionósfera del cometa, determinando su isotropía y composición molecular, así como también la temperatura y velocidad promedio de las partículas que lo componen.
Entre los objetivos del instrumento está el determinar la pérdida de gas del cometa y poder establecer una relación entre los cometas y los asteroides.
La capacidad de los espectrómetros de masas de este instrumento no tiene precedente. Tienen una capacidad de amplio rango, desde 1 u hasta 300 u. Eso significa que podrán detectar desde átomos de hidrógeno (cercanos a 1 u) hasta moléculas orgánicas (300 u). Tiene también una alta resolución de masa, mayor a 3000 {\displaystyle {\cfrac {M}{\Delta M}}} y una alta resolución de presión.

### Instrumento RPC
El nombre RPC es el acrónimo de Grupo de plasma de Rosetta (del inglés Rosetta Plasma Consortium).
Se trata de cinco sensores especializados en mediciones del plasma en el entorno del cometa y la coma. Los 5 sensores son:
- Analizador de composición de iones (Ion Composition Analyser ICA)
- Sensor de iones y electrones (Ion and Electron Sensor IES)
- Prueba de Langmuir (Langmuir Probe LAP)
- Magnetómetro vectorial de núcleo saturado (Fluxgate Magnetometer MAG)
- Prueba de impedancia mutua (Mutual Impedance Probe MIP)

### Instrumento RSI
El nombre RSI es el acrónimo de Investigación científica por radio (del inglés Radio Science Investigation).

### Instrumento VIRTIS
El nombre VIRTIS es el acrónimo de Espectrómetro de imágenes termales visible e infrarrojo (del inglés Visible and InfraRed Thermal Imaging Spectrometer).
El instrumento VIRTIS es uno de los más importantes que lleva la sonda.
Se trata de un espectrómetro que cuyo rango de frecuencias abarca desde el Infrarrojo medio, pasando por la franja visible, hasta el ultravioleta cercano.
Posee una sensibilidad muy alta para absorber la radiación que llegará del cometa, tomando en cuenta que comenzará a estudiarlo cuando la radiación solar que lo ilumine será unas 9 veces menor que la que llega a la Tierra. Permitirá determinar la temperatura de la superficie del cometa, además de identificar los componentes. Esto permitirá elaborar un mapa térmico y de composición de la superficie con una resolución media, pero se podrá tener alta resolución en algunos lugares pequeños, incluso no contiguos.
Se compone de dos partes: VIRTIS-M (subsistema óptico de mapeado) y VIRTIS-H (subsistema óptico de alta resolución). VIRTIS-M se usará para obtener el mapa general de la superficie del cometa, y VIRTIS-H para estudiar la composición de la coma, y adicionalmente para la superficie, en algunos puntos específicos con mayor resolución.

## Philae, el módulo de aterrizaje

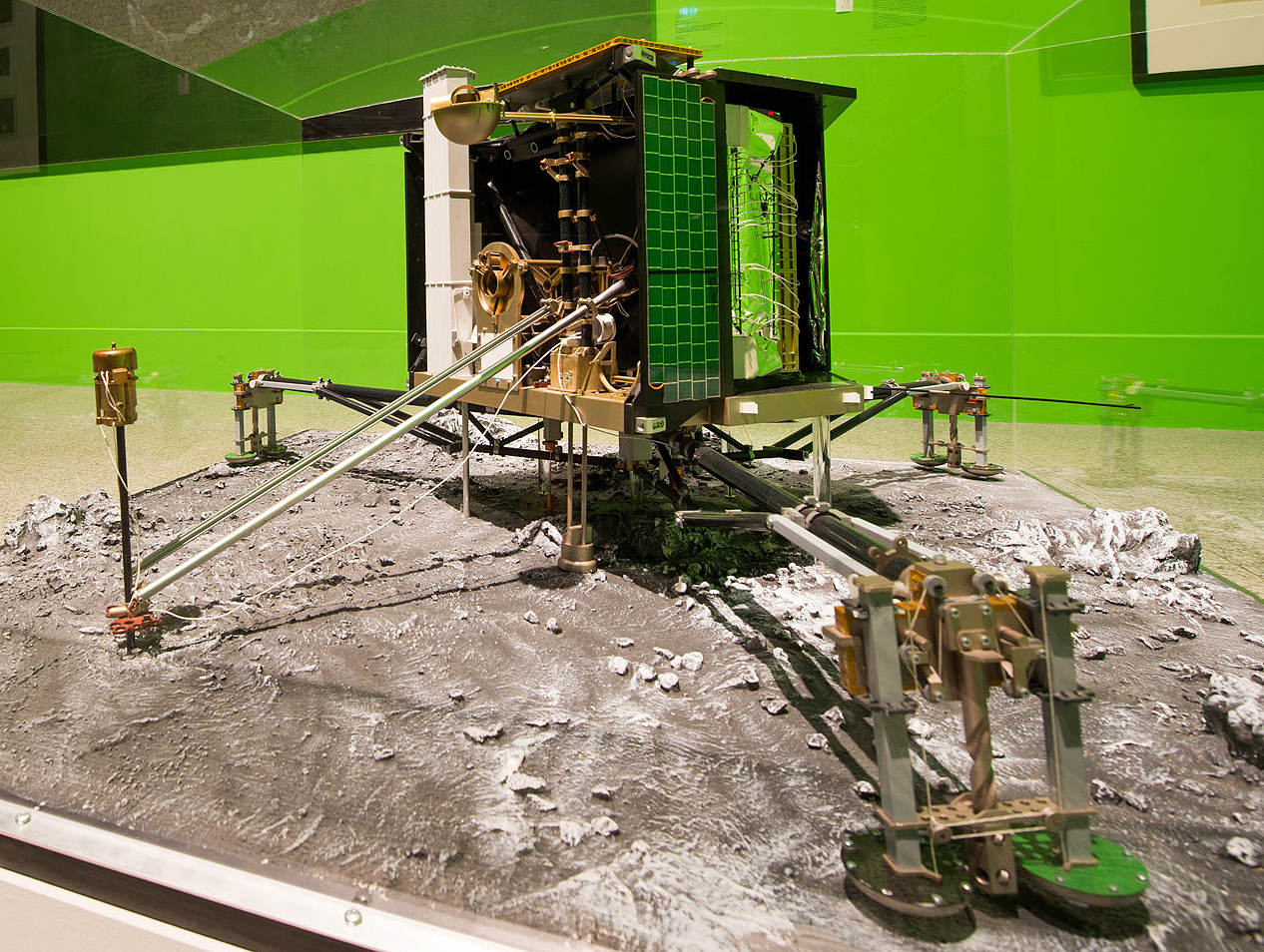
Maqueta del módulo Philae

Se verificó el mejor sitio para que el aterrizaje del módulo Philae mientras la sonda orbitaba; se desprendió y se posó en la superficie del cometa para quedar anclado en el mismo y empezar los experimentos y estudios científicos.
Philae fue diseñado por la ESA, en colaboración internacional liderada por Alemania, Francia e Italia.
La masa total del aterrizador es aproximadamente de 110 kg, de los cuales los instrumentos científicos en total tienen una masa de aproximadamente 27 kg.
Gracias a las imágenes de alta resolución del orbitador, los operadores de la misión fueron capaces de enviar el módulo de aterrizaje a posarse en el núcleo del cometa. Este procedimiento se realizó a una velocidad de 5 km/h, permitiendo al módulo anclarse sobre el núcleo. Después, varios instrumentos miniaturizados examinaron la superficie. El módulo también lleva una pequeña estación de radio para el experimento CONSERT con el orbitador.

### Instrumentos científicos del módulo de aterrizaje
- APXS Espectrómetro de rayos X y Rayos alfa que permitirá obtener información de la composición elemental de la superficie del cometa. (Investigador principal: Göstar Klingelhöfer, Universidad de Maguncia, Alemania).[83]
- ÇIVA Seis cámaras que aportarán imágenes panorámicas de las superficie.(Investigador principal: Jean-Pierre Bibring, Instituto de Astrofísica espacial, Francia).[84]
- CONCERT analizará la estructura interior del núcleo del cometa por medio del examen de la reflexión y difracción de ondas de radio que lo atravesarán. Parte de este instrumento se aloja también en el orbitador. (Investigador principal: Wlodek Kofman, Instituto de Paleontología y Astrofísica de Grenoble, Francia).[54]
- COSAC, al igual que PTOLEMY, es un analizador de gas. Detectará e identificará moléculas orgánicas complejas, además de analizar su composición molecular. (Investigador principal: Fred Goesmann, Instituto Max Planck para la investigación del Sistema Solar, Alemania).[85]
- PTOLEMY, al igual que COSAC, es un analizador de gas. Medirá con precisión la cantidad de isótopos presentes de las partículas ligeras. (Investigador principal: Ian Wright, Universidad Abierta del Reino Unido).[86]
- MUPUS Se trata de múltiples sensores en los arpones de sujeción de Philae, que medirán la densidad y las propiedades térmicas y mecánicas de la superficie del cometa. Adicionalmente consta de un martillo eléctrico para clavar los arpones a pequeños golpes.[87] (Investigador principal: Tilman Spohn, Centro Aeroespacial Alemán).[88][87]
- ROLIS Cámara de alta resolución, que obtendrá imágenes del descenso al cometa y -una vez en la superficie- obtendrá panorámicas estereoscópicas. (Investigador principal: Stefano Mottola, Centro Aeroespacial Alemán).[89]
- ROMAP Magnetómetro y monitoreo de plasma para estudiar el magnetismo local y el generado por la interacción con el viento solar. (Investigador principal: Hans-Ulrich Auster, Universidad Técnica de Braunschweig, Alemania; István Apáthy, Hungría).[90]
- SD2 Es un taladro que perforará la superficie del cometa hasta 20 cm. Colectará el material que se vaya extrayendo y lo enviará a los instrumentos COSAC, ÇIVA y PTOLEMY para su análisis. (Investigadora principal: Amalia Ercoli-Finzi, Politécnico de Milán, Italia).[91][92]
- SESAME Consta de tres instrumentos diferenciados que medirán las capas superiores del cometa: 1.- La forma en que se transmite el sonido (CASSE). 2.- las características eléctricas (PP). 3.- La caída de polvo (DIM). (Investigadores principales: CASSE: Klaus Seidensticker, Centro Aeroespacial Alemán. PP: Walter Schmidt, Instituto Meteorológico Finlandés. DIM: Harald Krueger, Instituto Max Planck para la investigación del Sistema Solar).[93]

### Instrumento APXS
El nombre APXS es el acrónimo de Espectrómetro de partículas alfa y rayos x (del inglés Alpha Particle X-Ray Spectrometer).
Se trata de un pequeño espectroscopio, que funciona en dos modos diferentes: Uno por reflexión de partículas alfa (backscattering), y el otro por detección de los rayos X inducidos por las partículas alfa.
Se ubica en la parte inferior de Philae, pero por encima de las patas, por lo que no queda en contacto directo con la superficie del cometa. Desde esa posición realiza sus mediciones, para contribuir con esos datos a la determinación de la composición química del polvo de la superficie del cometa, y poder compararla así con la composición conocida de otros cometas.
Este instrumento es el mismo que se utilizó en los rovers marcianos Spirit y Opportunity de la NASA. También se tiene planeado utilizar el mismo instrumento en el proyecto Exomars.

### Instrumento ÇIVA
El instrumento ÇIVA (en inglés Comet Infrared & Visible Analyser) comprende cinco cámaras panorámicas, una pareja de  cámaras esteréoscopicas que proporcionan imágenes en relieve, un espectrómetro infrarrojo y un microscopio óptico capaz de analizar muestras con una resolución de 7 μm. Cada cámara pesa 100 g y tiene una resolución óptica de un megapíxel. Sus componentes pueden resistir  temperaturas entre  -100 °C y 50 °C. Se trata de un instrumento de origen franco-suizo.

### Instrumento CONCERT
La parte principal de este instrumento se encuentra en la sonda, y en el aterrizador solamente se encuentra una repetidora de ondas. Ambas partes en coordinación enviarán ondas electromagnéticas a través de cometa y con ello será posible determinar su estructura interna.

### Instrumento COSAC
El nombre COSAC es el acrónimo de experimento de muestreo y composición cometario (del inglés COmetary SAmpling and Composition experiment).
Se trata de un cromatógrafo y espectrógrafo que tienen la capacidad de analizar y determinar la composición de los gases que vaya desprendiendo el cometa.
Se espera que mientras el cometa se vaya acercando al sol, se irán evaporando muchos gases por calentamiento. En ese momento el módulo ya estará sobre la superficie del cometa y el instrumento SD2 recolectará esos gases y los enviará a los instrumentos PTOLEMY y COSAC para su análisis.
Los análisis incluirán todo tipo de gases, incluidos vapor de agua, compuestos complejos e incluso moléculas orgánicas de gran tamaño.
Para realizar los análisis, Philae cuenta con dos pequeños tanques con helio, aproximadamente 330 cm³ cada uno, a una presión de 4 MPa. El helio se utiliza como gas transportador, y se lo seleccionó porque no altera la composición química de otros gases (al ser un gas inerte), porque se sabe que no existe helio en el cometa y porque tiene una buena conductividad térmica.

### Instrumento PTOLEMY
Es el primer ejemplo de un nuevo concepto de instrumentación espacial, que ha sido ideado para hacer frente al desafío analítico de decisiones en las mediciones isotópicas in situ de los cuerpos del sistema solar. El concepto de instrumento se denomina Módulo que se toma en el sentido de métodos de determinación y comprensión de los elementos de luz a partir de composición, (en sus siglas en inglés «MODULUS»: Methods Of Determining and Understanding Light elements from Unequivocal Stable isotope compositions).

### Instrumento MUPUS
El nombre MUPUS es el acrónimo de Sensor de superficie y subterráneo multipropósito (del inglés MUlti PUrpose Sensors for Surface and Subsurface Science).
Se encuentra en cada una de las patas, e integra a los arpones, un termómetro y un acelerómetro.

### Instrumento ROLIS
Sistema de Imágenes del módulo de aterrizaje de Rosetta (en sus siglas en inglés Rosetta Lander Imaging System) consiste en una cámara que entrega las primeras imágenes cercanas del entorno del lugar de aterrizaje en el cometa 67P/Churiumov-Guerasimenko durante el descenso.
Después de aterrizar, Rolis se encargará de captarimágenes en alta resolución para estudiar la estructura (morfología) y la mineralogía de la superficie del cometa.

### Instrumento ROMAP
(en sus siglas en inglés The Rosetta Lander Magnetometer and Plasma Monitor) Es un experimento multi-sensor. El campo magnético se mide con un magnetómetro de saturación. Un analizador electrostático con una jaula de Faraday integrada mide iones y electrones. La presión local se mide con sensores Pirani y Penning. Los sensores están situados en un breve auge. El despliegue en la superficie de un cometa exigió el desarrollo de un magnetómetro digital de especial de poco peso y necesidad de energía pequeñas. Por primera vez un sensor magnético será operado desde dentro de un sensor de plasma. Un prototipo del magnetómetro, llamado SPRUTMAG, fue probado en la estación espacial MIR. Es de isótopos estables inequívocas.

### Instrumento SD2
El nombre SD2 es el acrónimo de perforación y distribución de muestras (del inglés Sample Drill & Distribution). Se trata de un taladro que recogerá muestras del material de la superficie del cometa y enviará esas muestras a otros tres instrumentos para su análisis.
Consiste en un pequeño taladro de 12 mm que perforará la superficie del cometa hasta una profundidad máxima de 230 mm.
Luego de la perforación, se recolectarán los materiales sólidos y gases en 26 contenedores, luego estos contenedores depositarán su carga en los siguientes tres instrumentos: COSAC, ÇIVA y PTOLEMY, que procederán a su análisis.
Consumirá un máximo de 12 W cuando esté en plena operación.

### Instrumento SESAME
El nombre SESAME es el acrónimo de experimentos de monitoreo de la superficie desde el punto de vista eléctrico, sísmico y acústico (Del inglés Surface Electrical, Seismic and Acoustic Monitoring Experiments). El principal objetivo es medir las características mecánicas y eléctricas de la superficie del cometa.
Consta de tres instrumentos para medir las capas de la superficie del cometa. El primero es CASSE (Cometary Acoustic Sounding Surface Experiment. Experimento de sondeo acústico de la superficie) que medirá la manera en que el sonido se propaga por la superficie. El segundo es PP (Permittivity Probe. Prueba de permitividad) que medirá las características eléctricas de la superficie. El tercero es DIM (Dust Impact Monitor. Monitor de impacto de polvo) que medirá el movimiento del polvo y la cantidad que cae a la superficie. La mayoría de los sensores están montados en las patas del aterrizador para garantizar el contacto con la superficie del cometa.
A pesar de que el núcleo del cometa no se ha modificado desde hace 4 600 millones de años, las capas superiores sí lo fueron por la radiación solar, por lo que el conocimiento de las características de esas capas debajo de la superficie es el objetivo de este dispositivo.

## Homenajes
El asteroide (16543) Rosetta descubierto en 1991, recibió ese nombre en recuerdo de la exitosa llegada de la nave espacial  al cometa 67P/Churyumov-Gerasimenko.